# Brit Awards 2011
Brit Awards 2011 – 31. gala Brit Awards, która odbyła się 15 lutego 2011 r. po raz pierwszy w O2 Arena w Londynie. Uroczystość poprowadził James Corden.

## Nominacje

### Najlepszy brytyjski artysta
- Mark Ronson
- Paul Weller
- Plan B
- Robert Plant
- Tinie Tempah

### Najlepsza brytyjska artystka
- Cheryl Cole
- Ellie Goulding
- Laura Marling
- Paloma Faith
- Rumer

### Największy przełom w muzyce brytyjskiej
- Ellie Goulding
- Mumford & Sons
- Rumer
- Tinie Tempah
- The xx

### Najlepsza brytyjska grupa
- Biffy Clyro
- Gorillaz
- Mumford & Sons
- Take That
- The xx

### Najlepszy brytyjski album
- Mumford & Sons – Sigh No More
- Plan B – The Defamation of Strickland Banks
- Take That – Progress
- Tinie Tempah – Disc-Overy
- The xx – xx

### Najlepszy brytyjski singel
- Alexandra Burke feat. Pitbull – "All Night Long"
- Cheryl Cole – "Parachute"
- Florence and the Machine – "You've Got the Love"
- Matt Cardle – "When We Collide"
- Olly Murs – "Please Don’t Let Me Go"
- Plan B – "She Said"
- Scouting for Girls – "This Ain’t a Love Song"
- Taio Cruz – "Dynamite"
- Tinie Tempah – "Pass Out"
- The Wanted – "All Time Low"

### Wybór krytyków
- Jessie J
- James Blake
- The Vaccines

### Najlepszy międzynarodowy artysta
- Bruce Springsteen
- Cee Lo Green
- David Guetta
- Eminem
- Kanye West

### Najlepsza międzynarodowa artystka
- Alicia Keys
- Katy Perry
- Kylie Minogue
- Rihanna
- Robyn

### Największy przełom na scenie międzynarodowej
- Bruno Mars
- Glee Cast
- Justin Bieber
- The National
- The Temper Trap

### Najlepszy międzynarodowy album
- Arcade Fire – The Suburbs
- Cee Lo Green – The Lady Killer
- Eminem – Recovery
- Katy Perry – Teenage Dream
- Kings of Leon – Come Around Sundown

### Najlepsza międzynarodowa grupa
- Arcade Fire
- The Black Eyed Peas
- Kings of Leon
- The Script
- Vampire Weekend